# 圓石灘車展

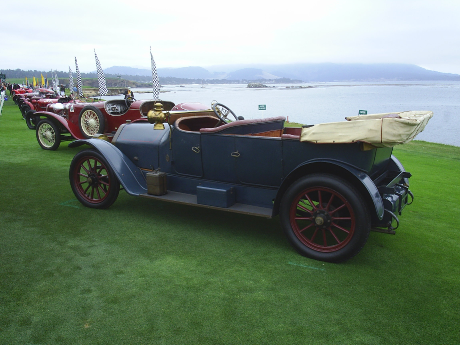
2005年圓石灘車展

圆石滩车展（英語：Pebble Beach Concours d'Elegance），是每年在美国加利福尼亚圓石灘高爾夫球場举行的汽车慈善活动，首次举办是在1950年11月5日，伴随加州卵石湾汽车公路赛（Pebble Beach Road Race）進行，只有30辆车在首次车展展出。参展车辆数量在80-90年代達到了200台。参展车辆数目在2005年减到了175台。